# ولی لسکینن
ولی لسکینن (فنلاندی: Veli Leskinen; ۵ مهٔ ۱۹۰۷ – ۳۱ دسامبر ۱۹۸۹) بازیکن فوتبال اهل فنلاند بود.
وی همچنین در تیم ملی فوتبال فنلاند بازی کرده‌است.